# Artematopodídeos
Artematopodídeos (Artematopodidae) é uma família de coleópteros da superfamília Elateroidea. Com 2,5-10 mm de comprimento. Possui olhos compostos ligeiramente ou fortemente protuberantes; finamente facetados, sem cerdas interfacetal; omatídeos do tipo hexagonal. Ocelos ausentes. Antenas do tipo filiformes ou serrilhadas, com 11 artículos, púberes, que chegam a ultrapassar o protórax, mas não chega na metade dos élitros. Élitros com mais 5 linhas de punção distintas. Asas posteriores bem desenvolvidas, com dobras transversais normais. Abdome formado por 5 ventritos.

## Subfamílias
- Electribiinae Crowson, 1975
- Allopogoniinae Crowson, 1973
- Artematopodinae Lacordaire, 1857